# Brunkronad alpfink
Brunkronad alpfink (Leucosticte australis) är en starkt utrotningshotad nordamerikansk fågel i familjen finkar. Den förekommer i ett begränsat område i Klippiga bergen.

## Utseende och läten
Brunkronad alpfink är en stor (14–16,5 cm) och satt brun fink med kraftig näbb, kluven stjärt och långa skärkantade vingar. Den är mycket lik nära släktingarna svart alpfink och grånackad alpfink och vintertid kan de ofta ses tillsammans. Denna art urskiljer sig genom endast lite eller inget grått på hjässan, med det mörka i pannan gradvis övergående till den bruna nacken. I vinterdräkt är den generellt musgrå. Lätena liknar gråkronad alpfink, med en långsam och fallande visselsång och i flykten ett mjukt men hest "jeewf" eller "jeerf".

## Utbredning och systematik
Brunkronad alpfink förekommer i USA i bergstrakter i sydöstra Wyoming, Colorado och norra och centrala New Mexico. Den behandlas som monotypisk, det vill säga att den inte delas in i några underarter.

### Artstatus
Genetiska studier visar att arterna sibirisk (Leucosticte arctoa), grånackad (L. tephrocotis), svart (L. atrata) och brunkronad alpfink är mycket nära släkt med varandra. Vissa betraktar de två sista som en del av tephrocotis.

## Levnadssätt
Brunkronad alpfink hittas på alpin tundra nära talussluttningar och klippstup. Vintertid rör den sig till lägre liggande områden. Likt gråkronad alpfink ses den alltid i flock, på jakt efter frön, sommartid även insekter. Fågeln häckar från slutet av juni till början av september, enstaka eller i lösa kolonier med endast två meter till närmaste bo.

## Status och hot
Brunkronad alpfink tros ha minskat mycket kraftigt i antal, mellan 1970 och 2014 med hela 95%. Internationella naturvårdsunionen IUCN kategoriserar därför arten som starkt hotad (EN). Världspopulationen uppskattas till 45.000 häckande individer.